# New York New Jersey Rail, LLC

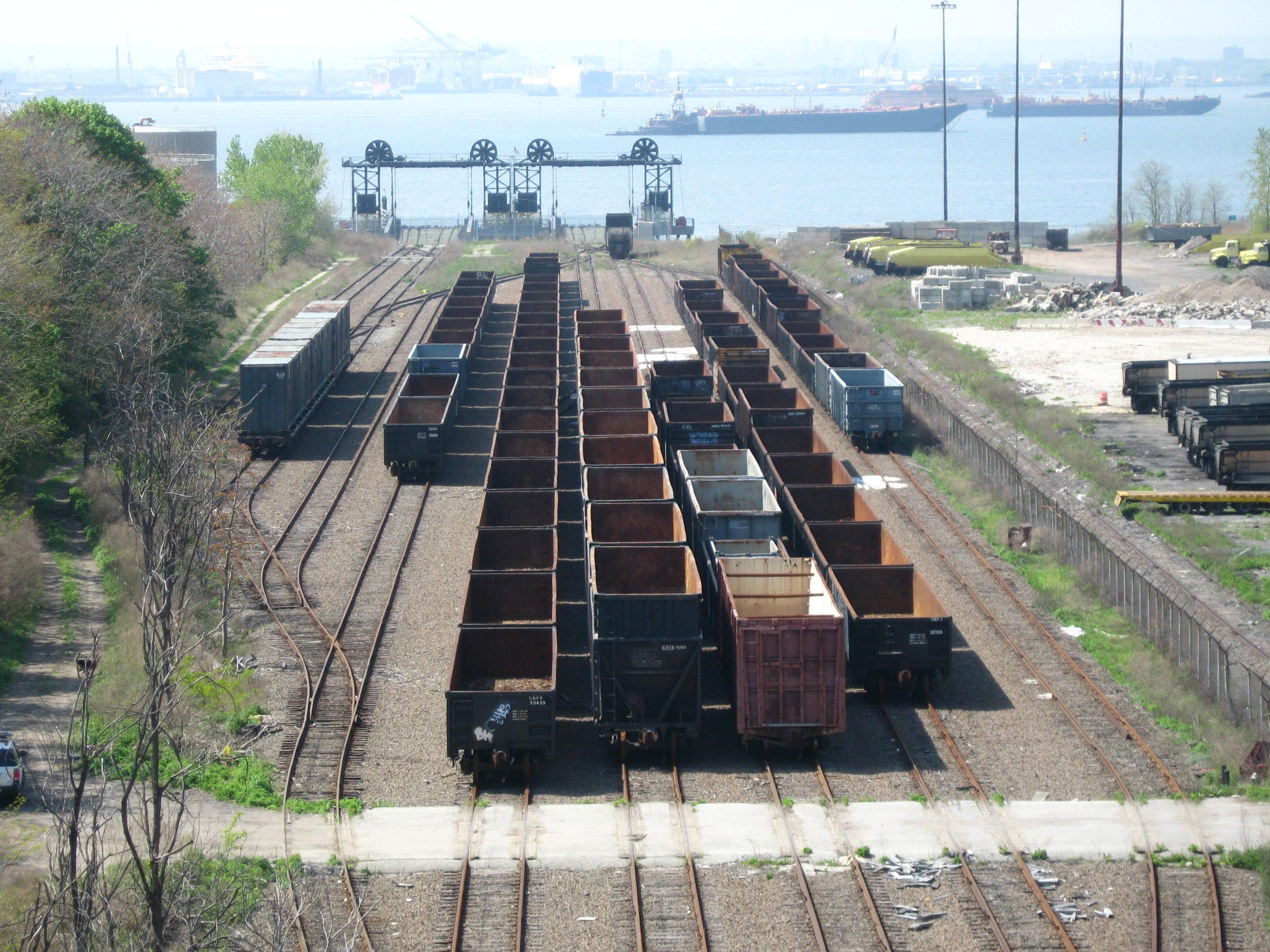
Desde Bay Ridge.

New York New Jersey Rail, LLC (Reporte de marca AAR NYNJ) es una terminal y conmutación de ferrocarril que opera solamente coches flotantes que están en operación en el Puerto de Nueva York entre Jersey City, Nueva Jersey y Brooklyn, Nueva York. Desde mediados de noviembre de 2008, pasó a propiedad de la Autoridad Portuaria de Nueva York y Nueva Jersey, en la cual lo adquirió por alrededor de $16 millones, para poder así completar el Cross-Harbor Rail Tunnel. Ya que los trenes de mercancía de Amtrak no se les permite pasar por los túneles del Río Norte y el Puente Poughkeepsie tuvo que ser cerrada en 1974, y el ferry es el único medio de transporte de mercancías que cruza el Río Hudson al sur del Puente Memorial Alfred H. Smith, 140 millas (225,3 km) al norte de la Ciudad de Nueva York.